# Patrik Burman
Patrik Burman (ur. 20 kwietnia 1968 w Sollefteå) – szwedzki curler, wózkarz, brązowy medalista paraolimpijski z Vancouver 2010.
Curling uprawia od 2006. Już dwa lata później zajął 2. miejsce w krajowych mistrzostwach. Uczestniczył w Mistrzostwach Świata 2009, grał na drugiej pozycji w ekipie Jalle Jungnella. Szwedzi pokonując w półfinale Niemców (Jens Jäger) walczyli o złoty medal. W finale ulegli jednak Kanadzie (Jim Armstrong) 2:9.
Drużyna Jungnella reprezentowała Szwecję na Zimowych Igrzyskach Paraolimpijskich 2010. Skandynawowie awansowali do fazy finałowej, musieli wcześniej rozegrać mecz barażowy przeciwko Włochom (Andrea Tabanelli). W półfinale przegrali 5:10 z Kanadą (Jim Armstrong), w meczu o 3. miejsce zmierzyli się ze Stanami Zjednoczonymi (Augusto Jiminez Perez). Wynikiem 7:5 zdobyli brązowe medale. 
W 2011 tymczasowo obowiązki kapitana w drużynie objął Glenn Ikonen, a Burman grał jako trzeci. Szwedzi podczas MŚ 2011 uplasowali się na 8. miejscu. W czerwcu tego samego roku Patrik doznał urazu prawego ramienia, co uniemożliwiło mu grę w sezonie 2011/2012, zastąpił do Patrik Kallin. 

## Drużyna
|           | Czwarty/-a     | Trzeci/-a     | Drugi/-a      | Otwierający/-a   |
| --------- | -------------- | ------------- | ------------- | ---------------- |
| 2010/2011 | Glenn Ikonen   | Patrik Burman | Patrik Kallin | Kristina Ulander |
| 2008/2010 | Jalle Jungnell | Glenn Ikonen  | Patrik Burman | Anette Wilhelm   |